# Vitis (Austria)
Vitis es un municipio-mercado (Marktgemeinde) del distrito de Waidhofen an der Thaya, en el estado de Baja Austria (Austria).
Los municipios catastrales son Eschenau, Eulenbach, Grafenschlag, Großrupprechts, Heinreichs, Jaudling, Jetzles, Jetzleser Wald, Kaltenbach, Kleingloms, Kleinschönau, Sparbach, Stoies, Vitis (con Gadorf, Schacherdorf y Schoberdorf) y Warnungs.